# Учень лікаря
«Учень лікаря» (рос. «Ученик лекаря») — радянський фільм режисера Бориса Рицарева за мотивами однойменної болгарської казки. Картина знята на Кіностудії ім. М. Горького у 1983 році в стереоскопічної системі «Стерео-70».

## Сюжет
Молодий симпатичний шахрай і шарлатан Радомир продає зілля, яке нібито виліковує від усіх хвороб. Якось він зустрічає трупу бродячих акторів і закохується в красуню Тодорку, матір якої не може ходити. Дівчина погоджується одружитися з ним, якщо він вилікує її матір. Радомир стає слугою вправного лікаря Вазілі, прикинувшись глухонімим, бо той брав собі в слуги тільки їх: пацієнти королівського лікаря говорили речі, які могли коштувати життя мимовільному свідкові. Та й ділитися своїми знаннями він ні з ким не бажав. Однак до Вазілі звертаються не тільки бажаючі вилікуватися, але і бажаючі відправити на той світ своїх недругів. Так, воєвода захотів отруїти бібліотекаря Косту, але Радомир зміг попередити його. Мудрець почав учити рятівника грамоти, латини, грецької. Минуло кілька років, і юнак освоїв складну науку лікарських секретів і зумів зцілити матір Тодорки. Але знову перешкода: в танцюристку закохався цар. Закохані змогли захистити своє щастя.

## У ролях
- Олег Казанчеєв —  Радомир
- Наталія Вавилова —  Тодорка, танцюристка
- Олег Голубицький —  Вазілі, царський лікар
- Аріадна Шенгелая —  Марія, мати Тодорки
- Михайло Глузський —  Коста, царський бібліотекар
- Григорій Мануков —  цар
- Віктор Іллічов —  Гроздан
- Юрій Чекулаев —  Кавас, воєвода
- Лілія Гриценко —  мати інваліда
- Світлана Орлова —  статс-дама

## Знімальна група
- Режисер:  Борис Рицарев
- Сценарист:  Ісай Кузнецов
- Оператор:  Андрій Кирилов
- Композитор:  Мікаел Тарівердієв
- Текст пісень:  Вадим Коростильов
- Художник: Микола Терехов
- Костюмерка: Надія Фадєєва